# Flat white

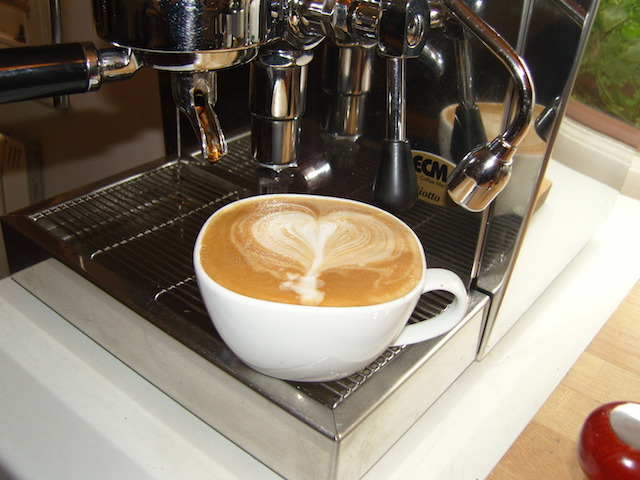
Un flat white con latte art

## Descripción
Según una encuesta realizada a expertos de la industria del café, un flat white tiene varias características definitorias, siendo la principal una capa fina de leche caliente o microespuma (de ahí "flat" en flat white), en oposición a la capa relativamente gruesa de espuma en un capuchino.

## Internacionalización
Fuera de Australia y Nueva Zelanda, el flat white ha sido exportado al Reino Unido desde 2005, y en 2010 comenzó a ser comercializado por Starbucks en este país. En 2013 el flat white empezó a servirse en cafeterías australianas de Nueva York, con Hugh Jackman como copropietario de una de ellas y apoyando este tipo de café.
Con la popularización del flat white en todo el mundo, cadenas de café como Starbucks, Costa Café, Caffè Nero y Pret a Manger lo han añadido a sus cartas. En Estados Unidos, Starbucks comenzó a servir flat whites en sus cafeterías en enero de 2015.